# مايكل روسباش
مايكل موريس روسباش (بالإنجليزية: Michael Morris Rosbash) ولد في 7 مارس 1944، هو عالم وراثة أمريكي وعالم مهتم بعلم الأحياء الزمني.
روسباش هو أستاذ في جامعة برانديز وباحث في معهد هوارد هيوز الطبي. مجموعة روسباش للبحث قامت بمجموعة أبحاث استنساخ لجينات ذبابة الفاكهة وذلك في عام 1984. في عام 1998، اكتشفت نفس المجموعة دورة الجين وكذلك الساعة الجينية، والكريبوتوكروم المستقبل للضوء في ذبابة الفاكهة من خلال استخدام قدما الوراثة فقط، وذلك عن طريق تحديد النمط الظاهري من المسخ ثم تحديد الوراثة وراء الطفرة.
انتخب روسباش عضوا في الأكاديمية الوطنية للعلوم في عام 2003، جنبا إلى جنب مع مايكل يونغ وجيفري هال، وقد حصل سنة 2017 على جائزة نوبل في الطب أو علم وظائف الأعضاء عن اكتشافاتهم للآليات الجزيئية القادرة على التحكم في إيقاع الساعة البيولوجية.

## السيرة الذاتية
ولد مايكل روسباش في مدينة كانساس سيتي بولاية ميسوري، كان والداه من ضمن اللاجئين اليهود الذين غادروا ألمانيا النازية في عام 1938، حيث كان والده قائد الفرقة الموسيقية في الكنيسة كما كان الشخص الذي يقود الجماعة في الصلاة. انتقلت عائلة روسباش إلى بوسطن عندما كان في الثانية من عمره، في البداية كان روسباش مهتما بالرياضيات ولكنه حصل على شهادة البكالوريوس في علم الأحياء في معهد كاليفورنيا للتقنية، كما كان يستغل صيفه من خلال العمل في مختبر نورمان ديفيدسون من أجل إجراء العديد من البحوث البيولوجية.
تخرج روسباش من معهد كاليفورنيا للتقنية في عام 1965 مع درجة في الكيمياء، قضى سنة في معهد المؤتمر العلمي الدولي حول فيزياء-الكيمياء في باريس، وقد حصل على منحة فولبرايت، كما حصل على درجة الدكتوراه في الفيزياء الحيوية في عام 1970 من معهد ماساتشوستس للتكنولوجيا. بعد أن أمضى ثلاث سنوات على زمالة ما بعد الدكتوراه في علم الوراثة في جامعة إدنبرة، وقد انضم إلى جامعة برانديز في عام 1974.
روسباش متزوج من زميلته العالمة ناديا أبوفيتش ولديه منها ابنتان؛ الأولى تدعى باولا وعمرها 38 عاما أما الثانية فتبلغ من العمر 27 عاما وتدعى تانيا.

## المسيرة المهنية

### التسلسل الزمني للاكتشافات الكبرى
- 1984: استنساخ جين ذبابة الفاكهة
- 1998: تحديد الساعة الجينية لذبابة الفاكهة
- 1998: تحديد الدورة الجينية لذبابة الفاكهة
- 1998: تحديد كريبتوكروم ذبابة الفاكهة
- 1999: تحديد الخلايا العصبية الرئيسية لذبابة الفاكهة، وكذلك تنظيم ضربات القلب الإيقاعية

### أبحاث رسول الحمض النوري الريبوزي
بدأ روسباش بدراسة ومعالجة رسول الحمض النووي الريبوزي والمعروف ب mRNA كما طالب أشخاص آخرين في معهد ماساتشوستس للتكنولوجيا بالاهتمام بهذا الموضوع، وخلال عمله في فطريات الخميرة اكتشف العديد من الإنزيمات والبروتينات التحت خلوية والتي تعمل على التقارب من رسول الحمض النووي الريبوزي في ترتيب معين من أجل ترجمة هذا الرسول في البروتينات. وقد ربط الأخطاء في هذه العملية بعدة أمراض على رأسها مرض الزهايمر، لذلك كان هذا العمل ضروري من أجل فهم أفضل وضمان علاج أسرع من الأمراض.

### اكتشاف الدورة الجينية لذبابة الفاكهة
في عام 1998، اكتشف روسباش الدورة الجينية لذبابة الفاكهة، كما لاحظ أن هناك تنادد للثدييات من ناحية الجينات، هذا بالإضافة إلى عدم اتساق نبضات القلب في النشاط الحركي المتخالف عند دورة0/+.
تحاليل لطخة ويسترن أظهرت أن هناك تماثل عند دورة0 هذا بالإضافة إلى انخفاض في نسبة البروتين وكذلك انخفاض في رسول الحمض النووي الريبوزي (mRNA)، وهذا يدل على أن عدم وجود دورة يؤدي إلى انخفاض النسخ في الجينات.

### اكتشاف كريبتوكروم ذبابة الفاكهة
في عام 1998، اكتشف روسباش أن هناك متحولة عارضة مسطحة غير متأرجحة مستوية في رسول الحمض النووي الريبوزي تسبب طفرة في كريبتوكروم الجينات الخاصة بذبابة الفاكهة، هذه الطفرة كان يطلق عليها اسم صرخةالطفل (بالإنجليزية: Cry
baby) أو صرخةب (بالإنجليزية: cry b)، مما يعني أن فشل صرخةب في عملية مزامنة الدورات تُشير إلى أن الكريبتوكروم طبيعي وينطوي على وظيفة الساعة البيولوجية المستقبلة للضوء.

## المناصب
- مدير المركز الوطني لدراسة سلوك الجينوم[19]
- منصب في مؤسسة علم الأعصاب[20]
- المؤسس المشارك وعضو المجلس الاستشاري العلمي من هيوينيون[21]
- عضو المركز الوطني لاضطرابات النوم وعضو في الفريق الاستشاري من المعاهد الوطنية للصحة[22]
- عضو مركز البيولوجية
- محقق في معهد هوارد هيوز الطبي (1989–الآن)
- عضو في الجمعية الأمريكية لتقدم العلوم (2007)
- عضو في الأكاديمية الوطنية للعلوم (2003)
- عضو في الأكاديمية الأمريكية للفنون والعلوم (1997)
- زمالة غوغنهايم (1989 - 1990)[23]
- زمالة هيلين هاي ويتني (1971 - 1974)[24]
- زمالة فولبرايت (1965 - 1966)[25]

## الجوائز
- جائزة نوبل في الطب (2017)
- النسخة الثانية عشر من جائزة وايلي في العلوم الطبية الحيوية (2013)[26]
- جائزة شو (2013) [27]
- جائزة ماسري (2012)[28]
- جائزة مؤسسة غيردنر الدولية (2012)[29]
- جائزة لويزا غروس هورويتز من جامعة كولومبيا (2011)
- جائزة غروبر في علم الأعصاب (2009)[30]
- جائزة أشوف (2008)
- جائزة الخريج المتميز في معهد كاليفورنيا للتكنولوجيا (2001)[31]
- جائزة المعاهد الوطنية للصحة والتطوير الوظيفي (1976 - 1980)

## روابط خارجية
- مايكل روسباش على موقع الموسوعة البريطانية (الإنجليزية)
- مايكل روسباش على موقع مونزينجر (الألمانية)